# Lame
Lame is een bestuurslaag in het regentschap Majalengka van de provincie West-Java, Indonesië. Lame telt 3335 inwoners (volkstelling 2010).